# Phenolblau
Phenolblau ist eine  dunkelbraune bis schwarze chemische Verbindung, die sich in Wasser mit blauer Farbe löst. Der Farbstoff ist strukturell ein Stickstoff-Analogon zu Chinonen.

## Eigenschaften, Verwendung und Toxikologie
Phenolblau ist ein hygroskopischer, dunkelbrauner bis schwarzer, wasserlöslicher Feststoff. Er wird als Redox-Indikator verwendet. Bei Mäusen erwies sich Phenolblau mit einem LD50-Wert von 80 mg/kg Körpergewicht bei intraperitonealer Gabe als toxisch.